# Mossbank (Saskatchewan)
Mossbank est une ville de la Saskatchewan au Canada.

## Géographie
La localité de Mossbank est située dans le sud de la province de Saskatchewan, à 68 km au sud de la ville de Moose Jaw.

## Démographie
| 2011 | 2016 | 2021 |
| ---- | ---- | ---- |
| 327  | 360  | 368  |